# Franska revolutionen
Franska revolutionen (franska: Révolution française [ʁevɔlysjɔ̃ fʁɑ̃sɛːz]) inleddes med stormningen av Bastiljen den 14 juli (numera Frankrikes nationaldag) 1789 och avslutades med Napoleon Bonapartes statskupp 1799, Brumairekuppen. En annan uppfattning betraktar revolutionen såsom avslutad med Thermidorkrisen 1794 då de mest radikala revolutionära makthavarna störtades. Det är även möjligt att betrakta franska revolutionen som avslutad när Napoleon Bonaparte lät sig krönas till kejsare 1804, eftersom revolutionen härmed genomlöpt ett varv från monarki till kejsardöme. 
Frankrikes motto "Frihet, jämlikhet, broderskap" (franska: Liberté, égalité, fraternité), officiellt antaget under den tredje franska republiken, har sina rötter i de slagord som associeras med den franska revolutionen och fick sin nuvarande form 1793. "Frihet, jämlikhet, broderskap" har sedan 1946 stått med i den franska konstitutionen.
Revolutionen hade förebådats under lång tid före 1789 av upplysningen och dess filosofer, Voltaire och Rousseau med flera, samt med tankar om folkstyre och människans förnuft, vilka inspirerade befolkningen till uppror och krav på större jämlikhet gentemot kungamaktens och adelns provocerande lyxliv. Många såg den brittiska parlamentarismen som ett föredöme. Konflikterna med Storbritannien, senast i de amerikanska kolonierna, där fransmännen hade hjälpt amerikanerna till uppror, hade tvingat regeringen att ytterligare höja skatterna.
Revolutionen innebar att första franska republiken utropades 1792, men hade även stor inverkan på övriga Europa och världen, och definieras som början på senmodern tid. Revolutionen ledde till att feodala privilegier avskaffades, samhällen sekulariserades, metersystemet spreds och att total krigföring uppfanns. Detta gjorde Frankrike framgångsrikt i Franska revolutionskrigen, vilket ledde till att en rad europeiska monarkier ersattes av republiker. Manlig rösträtt infördes en kort period 1792, och mer långvarigt efter februarirevolutionen 1848 då andra franska republiken utropades. I förlängningen bidrog de båda franska revolutionerna till såväl socialistiska revolutioner som till spridande av liberal demokrati. Den franska revolutionen hade stor betydelse för den ryska revolutionen 1905 och dess idéer inspirerade Mao Zedong i att bygga en kommunistisk stat i Kina.

## Bakgrund och orsaker

### Frankrikes långsiktiga problem
Kungamakten i Frankrike var en absolut monarki som byggde på ett feodalt samhälle där kungen enligt traditionell föreställning hade fått sin enväldiga makt av Gud. Den katolska kyrkan hade stort inflytande, och de som tillhörde de högre stånden, präster och adel, var befriade från skatt och kunde även driva in skatter för eget ändamål. Frankrikes skattebörda vilade helt på tredje ståndet som var bönder och borgare. Dessa var utestängda från statens ämbeten, vilka var förbehållna adeln. Frankrike hade också deltagit i dyra krig vilket ledde till höjda skatter.
I England hade den industriella revolutionen gjort sitt intåg, men den franske kungen, Ludvig XVI, ville inte uppmärksamma eller acceptera de nya idéerna. Samtidigt spreds upplysningsidéerna bland akademikerna inom borgarståndet och därmed tankar om att man skulle kunna införa en konstitutionell monarki och erövra rättigheter åt andra i samhället än kungen och adeln. Den gamla samhällsordningen, l'ancien régime, med en absolut kungamakt och feodala institutioner, hade under 1700-talet blivit alltmer föråldrad och ineffektiv. Skatterna var orättvist fördelade både klassmässigt och regionalt. Den jättelika statsapparaten hade blivit ett självändamål för en privilegierad ämbetsmannaklass. Skillnaderna mellan hovets och högadelns slösaktiga lyxliv och de stora massornas halvsvält gav upphov till missnöje.
Det är dock svårt att passa in de olika aktörerna i enkla kategorier. Även inom det första ståndet fanns det många som ville få till ett systemskifte. Adeln var inte en homogen grupp, utan bland dem fanns det grupper som ville ha konstitutionell monarki och till och med republik. Bland borgarna fanns dessutom många som ägde mark under samma villkor som aristokratin, samtidigt som det fanns adelsmän som utan vidare kan betraktas som företagare med borgerlig livsstil. Även benämningar som "folket", "arbetarna" eller "bönderna" är av liknande skäl problematiska.

### De bakomliggande faktorerna
1788 drabbades Frankrike av en missväxt som ledde till stigande livsmedelspriser, vilket gjorde att reallönerna för alla som fick sin lön i pengar sjönk drastiskt. Samtidigt gjorde en kris inom handeln och förlagsindustrin att arbetslösheten ökade. Efter det mycket dåliga skördeåret följde också en mycket hård vinter. Det gjorde att folk bröt sig in i hus och förråd för att skaffa mat och tak över huvudet. Dessutom hade den franska staten samma år hamnat i akut brist på pengar vilket tvingade Ludvig XVI att samtidigt som landet var i djup kris sammankalla generalständerna för att skapa ett fungerande beskattningssystem.

## Generalständerna sammankallas och "den juridiska revolutionen"

Eden i bollhuset, målning av Jacques-Louis David.

Ludvig XVI sammankallade ståndsriksdagen i sitt slott Versailles utanför Paris den 5 maj 1789. Den hade inte sammankallats sedan 1614. Avsikten var att skapa samtycke till nya skatter och åtgärder för att förbättra statens ekonomi som hade undergrävts av hovlivet och understödet till de amerikanska koloniernas befrielsekrig mot Storbritannien. De tidigare sammankallade två notabelförsamlingarna, bestående av högadeln, hade inte åstadkommit något resultat. Enligt lagen skulle stånden ha lika många representanter i riksdagen. Det tredje ståndet hade dock, i tron att man skulle rösta per capita, fått ett löfte att de skulle få sända 578 representanter (adeln fick 291 och prästerna 270). Men när ständerna hade församlats höll kungen och de första två stånden fast vid att man skulle rösta med en röst per stånd, vilket skulle göra att de behöll sin majoritet. 
Den 17 juni tog det tredje ståndet initiativet och utropade sig ensidigt som nationalförsamlingen (Assemblée nationale constituante). Nationalförsamlingen såg sig själv som Frankrikes enda legitima folkrepresentation med rätt att fatta beslut om lagar och skatter. Detta har av flera historiker kallats "den juridiska revolutionen". Efter det blev Ludvig XVI tvungen att närma sig den feodala aristokratin. Han lät stänga det tredje ståndets sammanträdesrum, varpå det tredje ståndet slog sig ner i ett bollhus. Där svor de den 20 juni 1789 eden i Bollhuset, att de inte skulle skiljas formellt förrän de hade givit Frankrike en ny grundlag.

## Den konstituerande nationalförsamlingen
Redan från början hade personer lämnat första och andra ståndet för att sluta sig till den nyutropade nationalförsamlingen. Inom första ståndet hade lant- och församlingsprästerna mer gemensamt med det tredje ståndet än sitt eget och inom det andra ståndet fanns adelsmän som präglats av upplysningsidealen. Därför kom antalet deputerade i nationalförsamlingen att ständigt stiga. Den 27 juni tvingades kungen att acceptera vad som hade hänt och uppmanade de kvarvarande representanterna i första och andra stånden att ansluta sig till nationalförsamlingen. En dryg vecka in i juli förklarade nationalförsamlingen sig som konstituerande församling med uppgift att skapa en ny grundlag. Kungen hade aktivt stött dess rätt att besluta om skatter och adeln tycktes också ha accepterat församlingen.

## Den väpnade revolutionen bryter ut

### Utvecklingen i Paris

Nationalgardet vid Stormningen av Bastiljen.

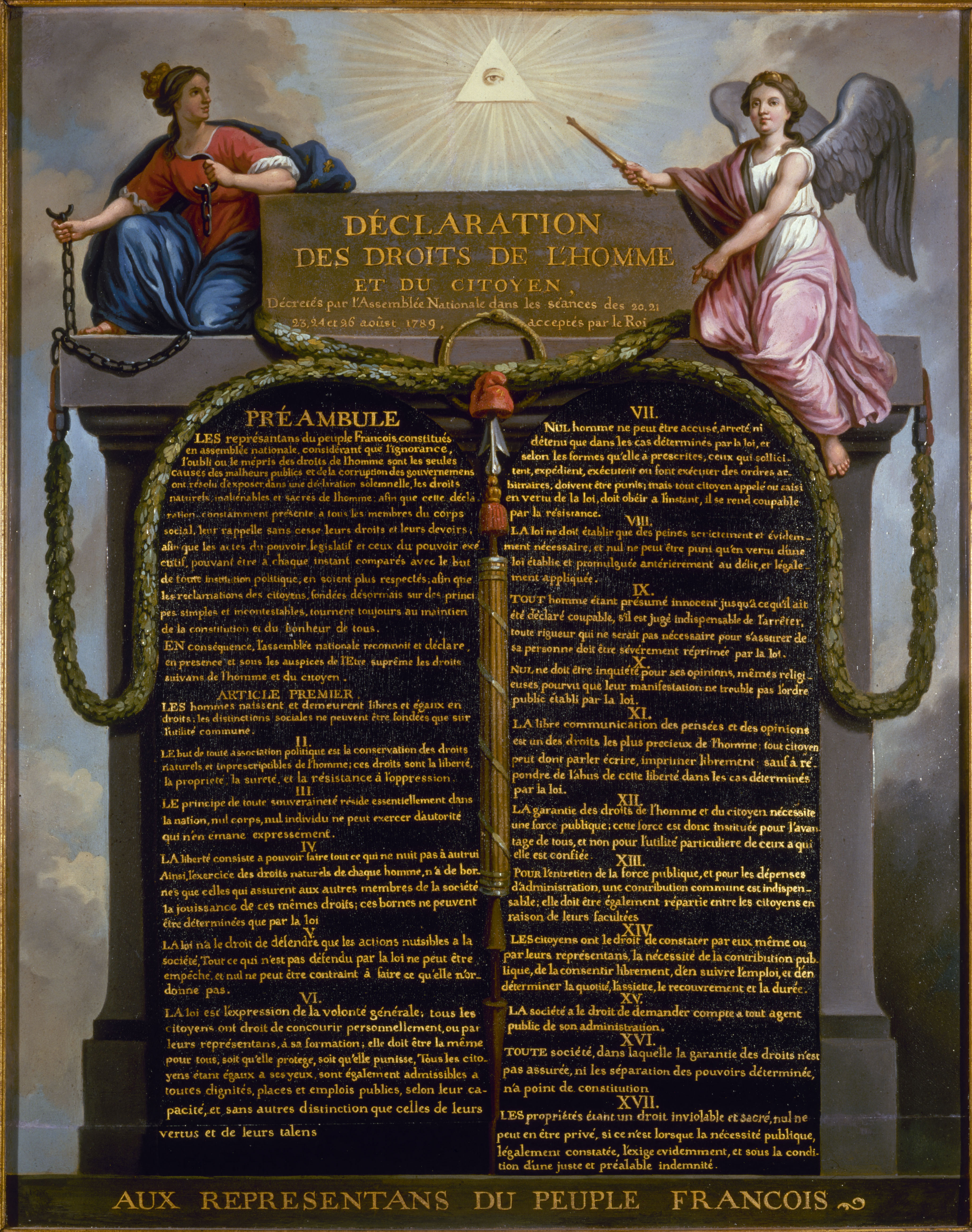
Deklarationen om människans och medborgarens rättigheter.

Accepterandet av nationalförsamlingen visade sig bara vara en taktisk reträtt. Kungen samlade ihop de styrkor som fortfarande var lojala och ställde upp dem vid slottet och runt Paris. Den 11 juli avskedade Ludvig också sin finansminister, Necker, för att han ansåg att denne stödde nationalförsamlingen. Necker var populär bland borgarna och sågs som den som skulle lösa konflikten. Hans avskedande var droppen för de missnöjda parisborna. Ett rykte spreds att Ludvig planerade en massaker på alla i Paris, och folk började att ta till vapen. De kungatrogna soldater som fanns kvar i staden övermannades lätt men mot armén (som till största delen bestod av tyskar) skulle folket inte ha en chans utan skjutvapen. 
Den 14 juli intog man först Hôtel des Invalides (ett pensionat för gamla krigsveteraner) och sedan, efter fyra timmars belägring, Bastiljen. Händelsen är känd i historien som Stormningen av Bastiljen trots att fästningen kapitulerade. Knappt hade vindbryggan fällts ned förrän mobben trängde in, dödade kommendanten och åtskilliga av besättningen, satte upp deras huvuden på pikar och bar dem i triumf genom gatorna. Därpå började man att riva Bastiljens murar. När borgmästaren (le prévot des marchands) Jacques de Flesselles samma kväll skulle lämna stadshuset blev han skjuten. Ministern Foullon blev några dagar senare hängd från en lyktstolpe och hans huvud bars genom gatorna med en hötapp i munnen. På hans måg ryckte man hjärtat ur bröstet och spetsade hans huvud på en slaktarkniv.
Natten till den 15 juli skyndade hertig de Liancourt till kungens sovrum och meddelade honom vad som hänt i Paris. Ludvig slog ihop händerna och utbrast: "Store Gud, det är ju en revolt". Liancourt svarade: "Nej, ers majestät, det är en revolution." Hovpartiets ledare ansåg att det var dags att sätta sig i säkerhet; greven af Artois, prinsen av Condé, med flera lämnade Versailles och flydde till utlandet. De var de första av en lång rad av emigranter.
Då Pariskommunen och det nybildade Nationalgardet hade tagit kontrollen över Paris gav Ludvig med sig och gick med på flera av nationalförsamlingens krav. Församlingen arbetade vidare på att omorganisera Frankrikes administration liksom på konstitutionen och 1789 års deklaration om de mänskliga och medborgerliga rättigheterna vilken senare antogs den 26 augusti. 
Nationalgardet skulle ursprungligen bestå av 12 000 frivilliga ur medelklassen, men ökades till 48 000, och därigenom blev det nödvändigt att i rätt väsentlig grad rekrytera från de lägre samhällslagren. Pressens makt blev allt större. Befriade från allt tvång sköt tidningar upp som svampar ur jorden – små, oansenliga blad men med stort inflytande på hundratusentals människor. Som den bästa tidningen gällde Camille Desmoulins Les révolutions de France et Brabant. Den överflyglades dock helt av Jean Paul Marats radikala L'Ami du peuple som började att ges ut den 12 september och fick ett stort inflytande. Pressen predikade motstånd mot varje myndighet och stegrade upprorsstämningen.
Ännu rådde livsmedelsbrist, såväl i huvudstaden som i stora delar av övriga landet. Det så kallade kvinnotåget marscherade från Paris till Versailles den 5 oktober för att kräva bröd. Kungen gav upp, öppnade sina förråd och tvingades följa med kvinnotåget tillbaka till Paris där han inrättade sig i Tuileriepalatset.
Kungafamiljen gjorde i juni 1791 ett försök att fly utomlands från revolutionen. Avsikten var att efter flykten komma tillbaka till Frankrike i spetsen för en utländsk invasionsarmé, krossa revolutionen och återställa den gamla ordningen. Flyktförsöket misslyckades. De flyende stoppades i den lilla byn Varennes-en-Argonne vid gränsen och fördes tillbaka till Paris. Kungen avsattes inte men för första gången började kravet på republik att vinna gehör. Ett försök till republikansk manifestation, initierat av Cordelierklubben slogs dock ner i massakern på Marsfältet den 17 juli 1791, där en av hjältarna från 1789, La Fayette, verksamt bidrog till blodsutgjutelsen. Flera ledande revolutionsmän flydde till England, däribland Danton. Marat gick under jorden i Paris.

### Utvecklingen på landsbygden
Så fort ryktet om att Bastiljen hade stormats spred sig över landet började bönderna att göra uppror mot sina feodalherrar i en resning kallad den stora skräcken. De självägande och välbärgade bönderna kände en solidaritet med de ideal nationalförsamlingen stod för. Hatet mot feodalherrarnas avgifter och räntor var pådrivande; bönderna gick mycket hårt fram mot adelns egendomar som brändes och ödelades för att förstöra alla dokument som kunde bevisa dessa. Nationalförsamlingen i Paris tog intryck av böndernas revolt; den 4 augusti avskaffades officiellt det feodala systemet genom ett beslut i nationalförsamlingen.

### Statsateism
Under franska revolutionen brändes många av Frankrikes kyrkor ned och konverterades till sekulära ändamål, och religiösa föremål förstördes. Statsateism tillämpades under ett kort experiment under perioden. Experimentet påverkade ateister som Ludwig Feuerbach, Sigmund Freud och Karl Marx.

## Den lagstiftande församlingen
På hösten 1791 antog nationalförsamlingen Frankrikes första konstitution i vilken kungen fick begränsad makt. Den konstituerande församlingen ersattes nu av en nyvald församling. Till den nya lagstiftande församlingen (Assemblée nationale législative) var ingen av ledamöterna i den första nationalförsamlingen valbar. Därför samlades många av den tidiga revolutionstidens politiker istället i jakobinklubben (Club des Jacobins). Alla deputerade i lagstiftande församlingen var följaktligen nya och oerfarna. Det ledande partiet i den nya församlingen var girondisterna. Till den yttersta vänstern hörde gruppen Les Enragés, de rasande.

### Kriget mot Österrike
I samförstånd med Ludvig XVI förklarade girondisterna den 20 april 1792 krig mot Österrike. Maximilien de Robespierre, som nu hade sin bas i jakobinklubben, motsatte sig krigsförklaringen i ett antal hetsiga debatter under våren. Hans huvudargument mot kriget var att revolutionen skulle komma att militariseras med risk att en militärdiktatur upprättades, att export av revolution inte fungerar samt att kriget var kungens krig så länge monarkin fanns kvar. Hans motståndare i jakobinklubben menade att kriget skulle driva revolutionen framåt och bli början på monarkins och aristokratins fall inte bara i Frankrike utan i hela Europa. Kungen och hovet å sin sida hoppades att kriget skulle leda till det revolutionära Frankrikes nederlag. Debatterna i jakobinklubben om krigsförklaringen blev inledningen på Robespierres ökande makt, även om han inte förmådde att stoppa kriget.

### Monarkins slutgiltiga fall och den ökade radikaliseringen
Den 10 augusti 1792 trängde sig beväpnade folkmassor in i Tuileriepalatset där kungliga familjen uppehöll sig. Kungen flydde till den lagstiftande församlingen. Denna hade i sin tur insett att detta var slutet för monarkin i Frankrike och kungen sattes i förvar. Frankrikes konstitution, i vilken monarkin ingick, blev nu en praktisk omöjlighet. Man blev nu tvungen att välja en ny folkförsamling med uppdrag att skriva ännu en konstitution.
Efter monarkins fall började jakobinerna högljutt att kräva utrensningar av enligt dem opålitliga ledare. De radikala sansculotterna (arbetare, hantverkare, etc.) började även att ställa krav som maximipriser på livsmedel och stöd åt fattiga och arbetslösa. Samtidigt som man höll val till det nya nationalkonventet stormade folkmassor Paris fängelser för att rikta sitt vrede mot vad man såg som politiska fångar. I Septembermassakern, som händelsen kom att kallas, dödades fler än tusen fångar. Bara en mindre andel av dem var politiska fångar.

## Nationalkonventet

### 1793 års konstitution
Efter monarkins fall den 10 augusti 1792 hölls val till nationalkonventet (La Convention nationale). Konventet, som sammanträdde den 21 september 1792, hade till uppgift att anta en ny konstitution efter den av monarkins fall omöjliggjorda konstitutionen från 1791. Samma dag upphävde konventet monarkin och utropade republiken. Detta datum kom därför senare i efterhand att antas som början, epoken, för År Ett av den franska revolutionskalendern. 
Konventet färdigställde 1793 års konstitution och 1793 års deklaration av de mänskliga rättigheterna. 1793 års konstitution förklarades dock vilande så länge kriget pågick. Den togs sedan aldrig i bruk, men levde vidare som ett krav under de kommande omvälvningarna under 1800-talets första hälft. 1793 års rättighetsdeklaration skiljer sig från 1789 års i det att äganderätten inte längre förklarades som okränkbar, vilket skett 1789. 1793 års konstitution förbereddes av girondisterna och slutfördes, efter Girondens fall, av Berget.
Deklarationen om de mänskliga rättigheterna gällde dock inte kvinnor, vilket Marie Gouze skrev om i "Förklaring om kvinnans och medborgarinnans rättigheter".

### Avrättningen av kungen och girondens fall

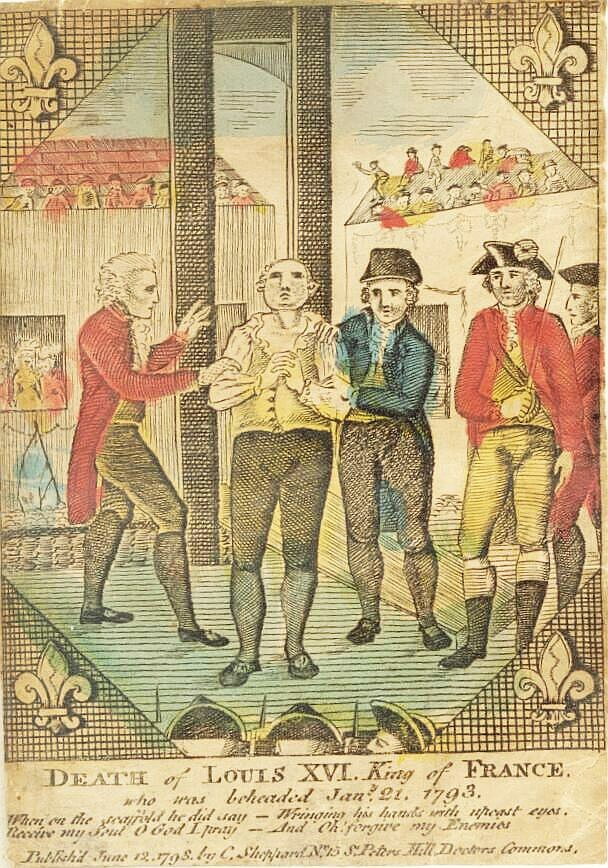
Avrättningen av Ludvig XVI. Engelsk gravyr från 1798.

Gironden hade, främst på grund av de militära förhoppningarna och det låga valdeltagandet, fått majoritet i nationalkonventet. Jakobinerna valde nu att ingå vapenvila med sina politiska motståndare. Girondisterna gjorde dem till lags genom att genomföra vissa regleringar kring priset på och leveranserna av spannmål, dock övergav de inte sin grundsyn kring äganderätten och den fria ekonomin. Det krig girondisterna hade varit med om att inleda gick dock dåligt och efterhand som krigslyckan blev sämre förlorade gironden allt fler anhängare. Flera av Slätten deputerade bytte sida och tog ställning för jakobinska kyrkan.
Under december 1792 och januari 1793 pågick intensiva debatter i konventet om vad man skulle göra med den störtade kungen. Maximilien de Robespierre och Saint-Just höll principiella tal där de lade fram åsikten att det inte kunde bli tal om en normal rättsprocess mot Ludvig XVI; istället borde kungen behandlas som en fiende och det sista hindret för revolutionens fullbordande. Konventet beslutade i januari att kungen skulle avrättas. Den 21 januari 1793 giljotinerades han – som förrädaren Louis Capet.
Under våren 1793 tog den krigslycka girondisterna var beroende av helt slut. I januari 1793 avslutades Polens näst sista delning vilket frigjorde mer trupper åt Frankrikes fiender. England anslöt sig dessutom till den koalition Frankrike var i krig med. Koalitionen kom att återerövra de områden Frankrike hade erövrat vilket gjorde att själva landet nu hotades militärt. Samtidigt började rykten om förräderi bland de politiska ledarna att spridas.
De radikala jakobinerna inledde nu ett samarbete med olika folkliga rörelser i Parisområdet, bland annat sansculotterna, för att rensa ut vad man såg som kontrarevolutionärer. Genom att angripa girondisterna i konventet och hänvisa till sitt folkliga stöd lyckades jakobinerna att verka för att en revolutionär undantagsregering skulle inrättas. Under mars och april inrättades en revolutionstribunal med rätt att döma kontrarevolutionärer samt kommittéer för att övervaka höga officerare vid fronten och utlänningar. Den 5–6 april inrättades det så kallade välfärdsutskottet, ursprungligen ett organ för att se till att administrationen fungerade och lösa akuta militära problem och säkerhetsproblem. Det skulle snart få allt mer makt och befogenheter.
I början av juni 1793 gick sansculotterna, som utgjorde en stor del av de frivilliga i nationalgardet, till verket. Runt 80 000 nationalgardister omringade nationalkonventet och krävde att konventet skulle gå med på deras ekonomiska krav samt att arrestera de girondister som hade utpekats som kontrarevolutionärer. Konventet beslutade under hot att 29 girondister skulle arresteras; många av de övriga flydde till andra franska städer som var på Girondens sida. Efter denna händelse tog Berget makten, samtidigt som välfärdsutskottet i praktiken kontrollerade regeringen, något som under hösten skulle formaliseras i politiska beslut.

### Skräckväldet

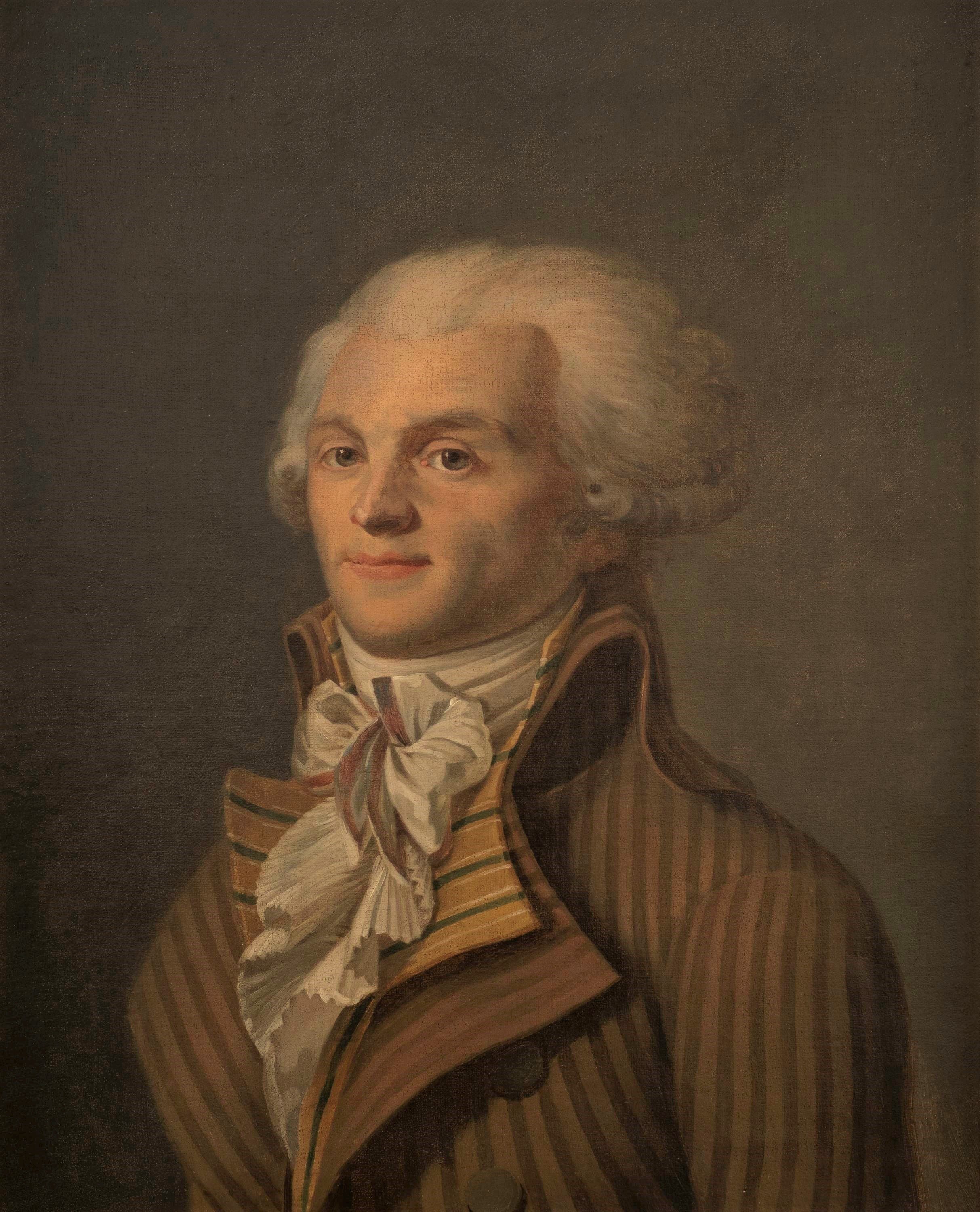
Maximilien de Robespierre.

Revolutionens ledare införde därför 23 augusti 1793 allmän värnplikt i Frankrike. Stora arméer bildades men de förlorade många slag. Inbördeskrig bröt ut i landet och regeringen blev tvungen att ta till allt hårdare metoder mot upproren. Många sansculotter krävde då "Skräcken på dagordningen", något som Konventet vägrade. Robespierre valdes in i välfärdsutskottet (le Comité de salut public), i praktiken Frankrikes regering. Försvar mot inre och yttre kontrarevolution var undantagsregeringens motivering. Under det år då skräckmännen satt vid makten avrättades i Paris mellan 1 660 och 4 000 människor med giljotin, uppgifterna går brett isär. Främst avrättades människor ur det tredje ståndet. Men alla dömdes inte till döden i revolutionsdomstolen (Le Tribunal révolutionnaire); en fjärdedel frikändes. När det yttre hotet mot Frankrike lättade under sommaren 1794 försvann den officiella motiveringen för revolutionstribunalen och undantagstillståndet. Skräckmännen avslutade själva sin regim genom en statskupp mot Robespierre, Thermidorkrisen. Robespierre avrättades den 28 juli 1794. I och med denna kris myntades också begreppet "skräckväldet" för att rättfärdiga avrättandet av Robespierre och hans anhängare.

### Mellan skräckväldet och direktoriet
De ledande männen som hade störtat Robespierre fick makten i Frankrike. Avrättningarna fortsatte under flera månader i och med att revolutionsdomstolen kvarstod. Frankrike fick en period av relativ stabilitet. Landets ekonomi var fortfarande usel. Präster och de få adelsmän som fanns kvar i landet var missnöjda med att tvingas betala skatt och bönder och fattiga var missnöjda för att revolutionen inte hade gett dem vad den lovade. Bara borgarna fick det bättre, men fortfarande var det stor brist på mat.

## Direktoriet
Efter nationalkonventets upplösning 1795 styrdes Frankrike av fem direktorer och en nationalförsamling uppdelad på två kamrar, Femhundrarådet och De äldstes råd. Valbarhetsåldern i det senare rådet var 40 år. Efter revolutionens stormar ville man införa spärrfunktioner, en hög valbarhetsålder och ett tvåkammarsystem vilket man menade skulle fungera återhållande på de revolutionära lidelserna.

## Konsulatet

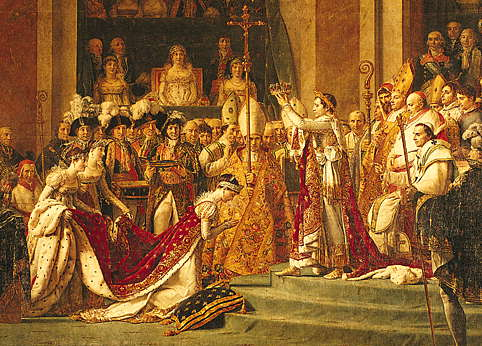
Napoleon I kröns till kejsare. Enligt tradition måste påven placera kronan på kejsarens huvud.

År 1799 störtade en framgångsrik militär och artilleriofficer, Napoleon Bonaparte, direktorialregeringen genom en kupp, brumairekuppen (november 1799). Makten i Frankrike övertogs av tre konsuler, och Bonaparte utnämndes till förste konsul. Napoleon avslutade franska revolutionen genom att försona tidigare fiender och genom att bilägga konflikten med kyrkan. Bonaparte utmanövrerade sina konkurrenter och lät i december 1804 kröna sig själv till kejsare därför att han ville visa att ingen stod över honom. Därmed hade den franska revolutionen nått sitt slut.

## Myntslag
Med den franska revolutionen infördes 1795, samtidigt med metersystemet, franc som den enda valutan och utgjorde sedan 1803 enheten i det franska myntsystemet.

## Efterspel
Första franska kejsardömet är den period då såväl Frankrike som större delen av den europeiska kontinenten dominerades av Napoleon I som fransk kejsare. Perioden inleddes med Franska konsulatet 1804. Napoleonkrigen var en serie krig som löpte från ungefär 1803 till 1815 mellan Napoleons kejsardöme och olika europeiska koalitioner, som en fortsättning på franska revolutionskrigen. Napoleonkrigen revolutionerade de europeiska arméerna och utvecklades till en aldrig tidigare skådad skala, främst på grund av tillämpningen av modern massvärnplikt. Franska makten steg snabbt efter att Napoleons arméer erövrade stora delar av Europa, men kollapsade snabbt efter Frankrikes katastrofala invasion av Ryssland 1812. 
Första franska kejsardömet led i slutändan ett militärt nederlag som resulterade i restaurationen av bourbonska monarkin 1814. Restaurationen av den franska monarkin innebar en konservativ motreaktion mot revolutionens ideal och ett återupprättande av den katolska kyrkans position i fransk politik men med tiden även industrialiseringens intåg i Frankrike. Ludvig XVIII:s regeringstid 1814–1824 innebar både eftergifter till de europeiska makter som hade besegrat Napoleon och ett erkännande av privat egendom och äganderätt. Konservativa grupper återvände till Frankrike tillsammans med Ludvig. Liberaler fick inflytande och lyckades inleda industrialisering av Frankrike, i syfte att få igång en ekonomisk återhämtning. Med industrialisering följde att adeln ersattes av borgarklass, men också socialism.
En ny ekonomisk kris och ett dåligt skördeår ledde till julirevolutionen 1830. 
Andra franska republiken var den republikanska författning som rådde i Frankrike mellan 25 januari 1848 och 2 december 1852. Den 4 november 1848 kungjordes en ny författning som utropade en demokratisk republik med direkta allmänna val och en uppdelning av makten. 
Andra kejsardömet under Napoleon III varade åren 1852 till 1870.